# Кельтський тигр

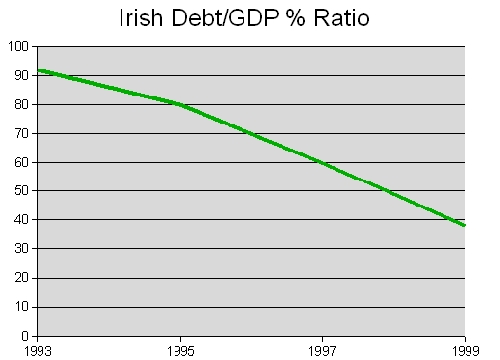
Державний борг в процентному відношенні до ВВП значно знизився з 1990-х років.

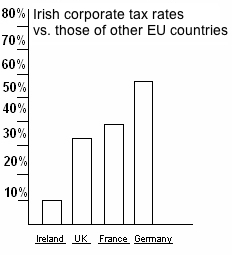
Порівняння податкової ставки в Ірландії, Франції, Великої Британії та Німеччині.

Кельтський тигр (ірл. An Tíogar Ceilteach, англ. Celtic Tiger) — економічний термін, що походить від прийнятої образної назви «економічні тигри» економіки країн, що показують різке зростання, який використовується для опису економічного зростання Ірландії, перший етап якого проходив з 1990-тих до 2001 року, другий етап спостерігався у 2003 році, третій пік — у 2008 році. З 1996 по 2007 рік внутрішній валовий продукт Ірландії збільшувався в середньому на 7,1% на рік, що перевищило не тільки світові показники (3,2%), а й показники швидкозростаючих азійських країн (4,3%). Швидше ніж в Ірландії росли показники лише в окремих азійських державах (наприклад, в Китаї).
Більшість існуючих теорій економічного зростання не дозволяють пояснити настільки потужне зростання ірландської економіки. У числі факторів, що забезпечили «кельтське економічне диво», називають такі, як: вступ до Європейського союзу і зони євро, інвестування в інформаційні технології, телекомунікації, охорону здоров'я і фармацевтику, міжнародні та фінансові послуги, виробництво програмних продуктів, електронну комерцію; вкладень в освіту, реформа ринку праці та податкової системи (до 2002 р. податкова ставка для всіх компаній досягла 12,5%, що для місцевих компаній означало радикальне зниження), інвестиції з США (в тому числі від американців ірландського походження), низькі вхідні бар'єри, включаючи мовний.
Багато в чому існування економічного підйому вважається особистою заслугою прем'єр-міністра Ірландії Берті Агерна, з достроковим виходом якого з поста зв'язуються очікування по спаду економіки.
Термін Celtic Tiger був використаний танцюристом Майклом Флетлі при постановці однойменного шоу ірландського танцю.

## Спад 2008-2009 рр. та наслідки «економічного буму»
На початку 2008 року була поширена думка, що після різкого зростання можлива «м'яка посадка», але у 2009 році очікується скорочення ВВП на 4% або більше, можливо, дефіцит бюджету розміром в мільярд євро.